# Giulio Mencuccini
 Giulio Mencuccini (né le 13 mars 1946 à Fossacesia dans la province de Chieti, dans la région des Abruzzes en Italie) est un prélat italien, évêque du diocèse de Sanggau en Indonésie de 1990 à 2022. 

## Biographie

### Formation et profession
Giulio Mencuccini a fait ses vœux au sein de la Congrégation de la Passion de Jésus-Christ le 5 septembre 1964
Le 6 décembre 1993, le pape Jean-Paul II le nomme Évêque de Sanggau. Il reçoit l'ordination épiscopale le 3 juin 1990 .